# Tracy (Kalifornia)
Avenal – miasto w Stanach Zjednoczonych, w stanie Kalifornia, w hrabstwie San Joaquin.